# Lynnville (Illinois)
Lynnville es una villa ubicada en el condado de Morgan en el estado estadounidense de Illinois. En el Censo de 2010 tenía una población de 117 habitantes y una densidad poblacional de 571,82 personas por km².

## Geografía
Lynnville se encuentra ubicada en las coordenadas 39°41′9″N 90°20′45″O / 39.68583, -90.34583. Según la Oficina del Censo de los Estados Unidos, Lynnville tiene una superficie total de 0.2 km², de la cual 0.2 km² corresponden a tierra firme y (0%) 0 km² es agua.

## Demografía
Según el censo de 2010, había 117 personas residiendo en Lynnville. La densidad de población era de 571,82 hab./km². De los 117 habitantes, Lynnville estaba compuesto por el 99.15% blancos, el 0% eran afroamericanos, el 0.85% eran amerindios, el 0% eran asiáticos, el 0% eran isleños del Pacífico, el 0% eran de otras razas y el 0% pertenecían a dos o más razas. Del total de la población el 2.56% eran hispanos o latinos de cualquier raza.